# Verwaltungsgemeinschaft Dingelstädt
La Communauté d'administration de Dingelstädt (Verwaltungsgemeinschaft Dingelstädt) réunissait six communes de l'arrondissement d'Eichsfeld en Thuringe. Fondée en 1991 et dissoute en 2018, elle avait son siège dans la commune de Dingelstädt.

Carte de la communauté d'administration de Dingelstädt

La communauté regroupait 8 079 habitants en 2010, pour une superficie de 64,92 km2.
Communes (population en 2010) : 
- Dingelstädt, ville (4 665) ;
- Helmsdorf (541) ;
- Kallmerode (621) ;
- Kefferhausen (778) ;
- Kreuzebra (787) ;
- Silberhausen (687).